# Lampropidae
De Lampropidae zijn een kleine familie van zeekomma's (Cumacea). De wetenschappelijke naam voor de familie werd in 1878 voorgesteld door Georg Ossian Sars.

## Anatomie
De leden van de Lampropidae worden relatief gemakkelijk herkend doordat ze alle minstens drie terminale setae dragen op het telson (stijve borstels op het eind van het staartstukje). De endopodiet (binnenste tak) van de uropoden bestaat uit drie leden.
Bij de mannetjes reikt het flagellum van de tweede antenne tot voorbij de carapax. Ze zijn bovendien in het bezit van pleopoden (zwempootjes).
Bij de vrouwtjes is de tweede antenne iets korter dan de eerste. Er is een exopodiet (buitenste tak) op de derde maxillipede en een sterk gereduceerde of helemaal geen op de derde pereopode.

## Systematiek
De familie telt 112 soorten in 17 geslachten:
- Archaeocuma Bacescu, 1972
- Bathylamprops Zimmer, 1908
- Chalarostylis Norman, 1879
- Dasylamprops Reyss, 1978
- Hemilamprops G.O. Sars, 1883
- Lamprops G.O. Sars, 1863
- Mesolamprops Given, 1964
- Misceolamprops Corbera, 2006
- Murilamprops Reyss, 1978
- Paralamprops Sars, 1887
- Platysympus Stebbing, 1912
- Platytyphlops Reyss, 1978
- Pseudodiastylis Calman, 1905
- Pseudolamprops Gamo, 1989
- Stenotyphlops Stebbing, 1912
- Typolamprops Reyss, 1978
- Watlingia Gerken, 2010